# Bus Éireann
Bus Éireann (traduzione irlandese di Autolinee Irlandesi) è un'azienda che fornisce il servizio di trasporto pubblico in Irlanda ad eccezione dell'area della contea di Dublino, dove invece i trasporti sono garantiti dalla Dublin Bus. Bus Éireann, costituitasi compagnia indipendente nel 1987, è una consociata della Córas Iompair Éireann. Il logo della società include un Setter irlandese, razza canina naturalmente tipica dell'isola. Il principale hub della compagnia è la Busáras - Central Bus Station, situata in Store Street, Dublino.
Durante il 2007, la compagnia ha trasportato 96 milioni di passeggeri.

## Rete di collegamenti
I principali servizi forniti da Bus Éireann in Irlanda, e in Irlanda del Nord con la Ulsterbus,  includono: "expressway" (come ad esempio gli intercity), servizi per pendolari, servizi locali e scolastici . Esiste inoltre il servizio integrativo urbano per le città, come Cork, Galway, Limerick e Waterford e per le più piccole, come Athlone, Balbriggan, Drogheda, Dundalk, Navan e Sligo.
Trasporti verso il Regno Unito e l'Europa sono inoltre forniti attraverso i porti di Dublino, Dún Laoghaire e Rosslare Europort con il sistema Eurolines. Sono quindi garantiti collegamenti anche con Londra, Birmingham, Manchester, Liverpool e Leeds.

## Servizi

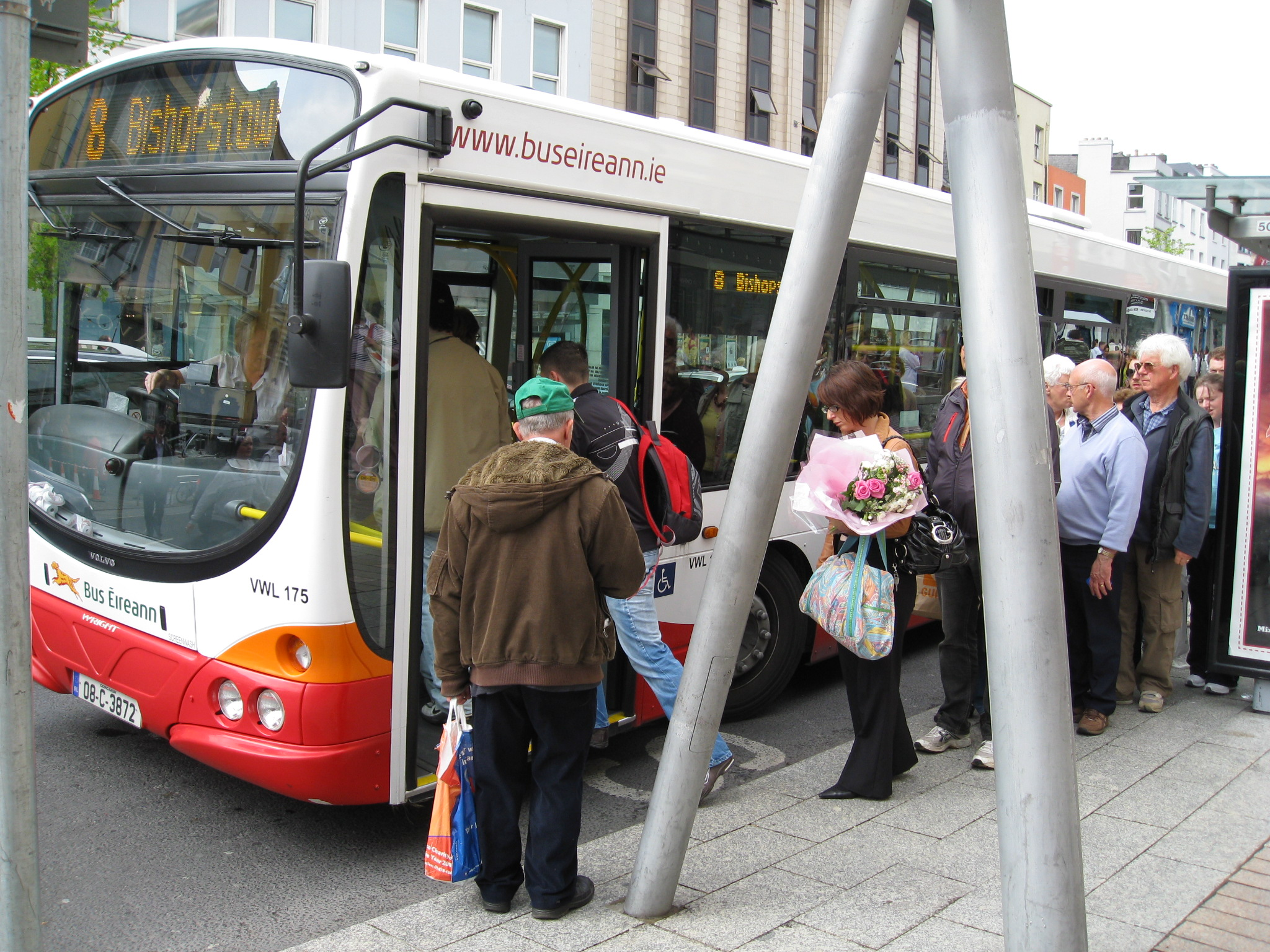
Autobus di Cork sulla linea 8 verso Bishopstown

Bus Éireann ha fortemente goduto degli investimenti del National Development Plan irlandese. La grande maggioranza della flotta operativa per gli "expressway", ed i servizi pendolari e locali è composta infatti da veicoli di meno di cinque anni. Gli Scuolabus erano invece fino a tempi recenti ex veicoli adibiti al trasporto principale. In seguito ai recenti regolamenti approvati in fatto di cinture di sicurezza tutti i veicoli obsoleti o non conformi sono stati rimpiazzati con nuovi costruiti all'uopo o con più moderni veicoli di seconda mano (provenienti principalmente dal Regno Unito).
I principali fornitori di veicoli sono Scania, Volvo e Plaxton.
Il National Development Plan prevedeva un grande investimento nel servizio trasporto pendolari, specialmente per l'area della Grande Dublino: di conseguenza la compagnia incrementò in maniera considerevole alcune tratte quali Dublino/Drogheda/Dundalk, Dublino/Ashbourne, Dublino/Ratoath, Dublino/Dunshaughlin/Navan/Kells/Cavan; ciò è anche conseguenza del boom economico irlandese, noto anche come Tigre celtica.
Bus Éireann ha inoltre introdotto regolari servizi sulle più popolari vie di comunicazione, come i servizi ad ogni ora sulle tratte Dublino/Athlone/Galway, Dublino/Belfast, Tralee/Killarney/Cork/Waterford, Cork/Limerick/Aeroporto di Shannon/Galway.   
La tratta Dublino/Dublino Aeroporto/Newry/Belfast è garantita in comunione tra la Bus Éireann e la Ulsterbus. Infatti, all'epoca della fondazione della compagnia nel febbraio 1987, non esistevano collegamenti tramite autolinee tra Dublino e Belfast, ora è previsto un servizio a cadenza oraria in entrambe le direzioni, dalle 6 dei mattina fino alle 21: ciò è stato reso possibile grazie a diversi fattori, tra cui i più importanti sono sicuramente il già citato boom economico noto come Tigre Celtica; il processo di pace in corso in Irlanda del Nord, che ha anche permesso un maggiore sviluppo nell'economia del Nord; l'ascesa dell'industria dei voli low-cost, che ha incredibilmente aumentato il numero di passeggeri transitanti per l'Aeroporto di Dublino. Dall'ottobre 2006, ulteriori corse sono state aggiunte in notturna - alle 23, all'una di notte, alle tre ed alle cinque di mattina - in modo tale da far divenire la tratta la prima attiva 24 ore su 24 nel paese. Infine, è stato ulteriormente potenziato fino a giungere a fornire ventiquattro corse al giorno, una all'ora. Un simile servizio è dal 18 gennaio 2009 attivo pure sulla tratta  Dublin Airport/Rosslare Harbour.
Così come la corse Dublino-Belfast, è presente anche la linea transfrontaliera Dublino/Derry, che ormai dal 14 settembre 2006 propone nove servizi giornalieri, anche in notturna. Simile servizio è previsto anche per il trasporto interno: sono in via di sviluppo i servizi 24 ore anche sulle tratte Donegal-Dublino, Ballina-Dublino, Sligo-Dublino and Drogheda-Balbriggan-Dublino Aeroporto-Dublino.

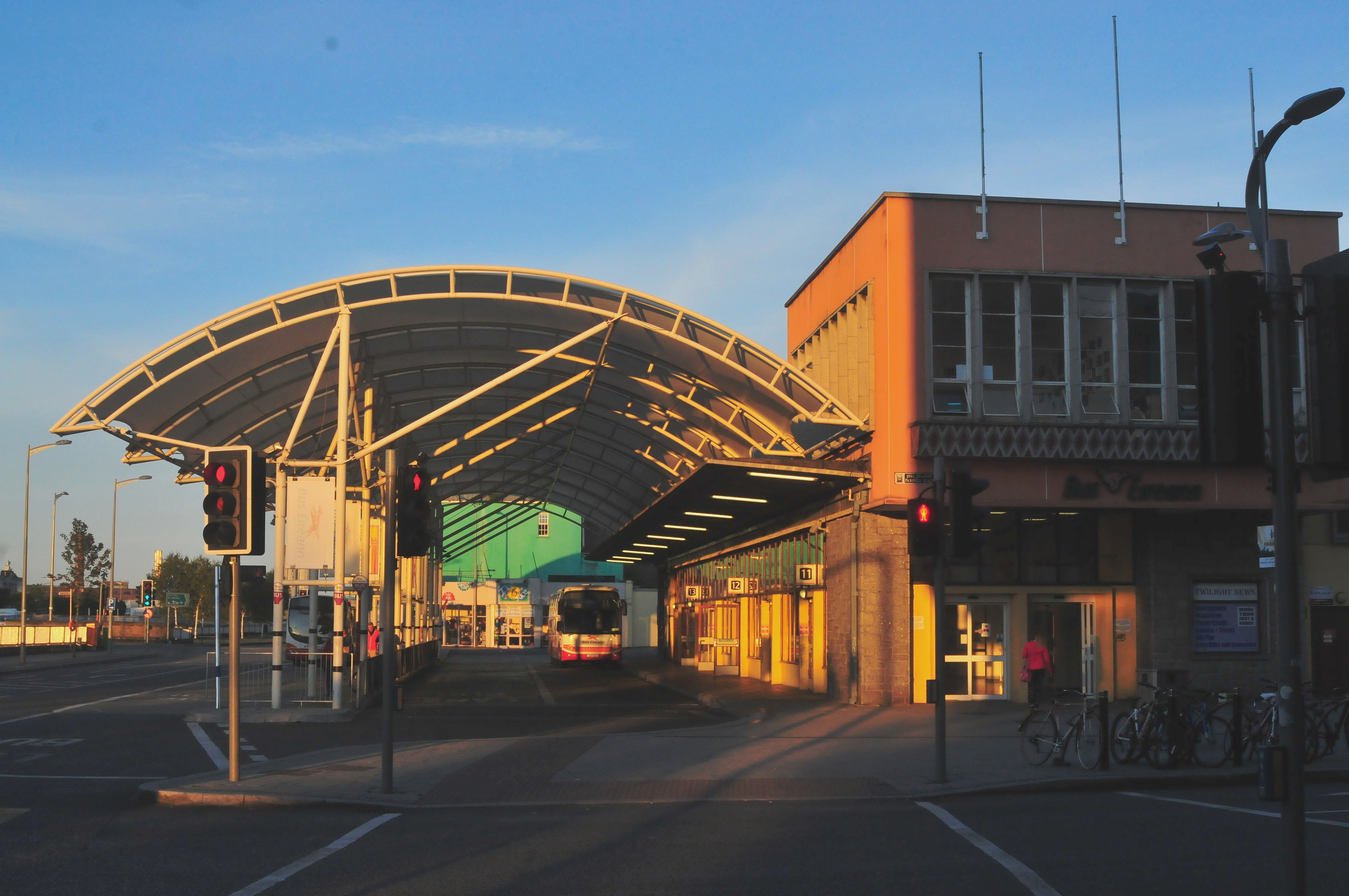
Fermata autobus di Cork

In effetti, data la legislazione vigente in Irlanda per i trasporti, Bus Éireann deve ricevere il permesso dal Dipartimento dei Trasporti per alterare tratte ed orari.
Bus Éireann organizza inoltre speciali tour giornalieri per turismo, con partenza da Dublino per Glendalough, Newgrange, e le Mountains of Mourne; da Cork, verso il Ring of Kerry, County Clare, West Cork e Cape Clear Island; infine, da Galway, tours verso Connemara e Burren.
Le stazioni Bus Éireann sono anch'esse state migliorate in diversi punti del paese. L'esempio principale è dato dalla stazione di Cork, situata nel centro della città, in Parnell Place. La sua riorganizzazione è stata effettuata in preparazione al 2005, anno in cui Cork sarebbe divenuta Capitale Europea della Cultura: i lavori hanno reso questa stazione una delle più belle ed efficienti d'Irlanda. Anche Sligo, Waterford e Letterkenny si sono dotate di nuove stazioni degli autobus. La nuova stazione di Killarney è direttamente integrata in un centro commerciale. Limerick si doterà a breve di una nuova stazione.
Bus Éireann ha inoltre vinto l'appalto per la fornitura dei pullman in concomitanza della Ryder Cup, ospitata al K Club, vicino Straffarn, dal 22 al 24 settembre 2006.
Il 20 gennaio 2009, Bus Éireann annuncia l'imminente dismissione di 320 impiegati e 150 mezzi in conseguenza alla crisi economica. Alcuni servizi sono stati infatti cancellati o ridotti al minimo in conseguenza ai tagli.

## Sicurezza
Bus Éireann ha un buon record di sicurezza, ma è andata incontro ad alcuni incidenti fatali durante gli ultimi anni, in particolare con alcuni scuolabus, divenuti oggetto di investigazione. In seguito alla morte di cinque studentesse causata da un incidente mortale a County Meath nel 2005, tutti gli scuolabus sono stati dotati di cinture di sicurezza. In conseguenza di ciò si è anche proceduto alla dismissione di numerosi mezzi obsoleti. Sono accaduti anche alcuni incidenti gravi ma non fatali, come la caduta dentro al fiume Liffey, a Dublino, di un autobus fuori servizio, dopo la collisione con un altro veicolo. La compagnia ha inoltre dovuto pubblicare diversi avvisi per ricordare al pubblico di attendere l'arrivo del bus con ordine, dopo una serie di incidenti in cui i pedoni erano stati colpiti alla testa dai grossi specchietti retrovisori dei veicoli.
Bus Éireann agisce secondo lo School Transport Scheme per conto del Dipartimento di Educazione e Scienza. Il County Meath VEC assiste Bus Éireann nell'amministrazione del servizio in County Meath per tutte le scuole di secondo livello. Bus Éireann è responsabile della pianificazione delle tratte, dell'assunzione degli autisti, della raccolta dei passeggeri e della messa a norma per quanto riguarda sicurezza e assicurazioni.
Numerose di queste tratte sono date in gestione a compagnie locali di bus, quali Dunshaughlin Coach Hire, Donnie Quinn, O'Rourkes e O'Reilys.